# Будинок на вулиці Краківській, 17 (Львів)
49°50′35″ пн. ш. 24°1′46″ сх. д. / 49.84306° пн. ш. 24.02944° сх. д.
Будинок на вулиці Краківській, 17 (також кам'яниця Дуківська) — житловий будинок XVII століття, пам'ятка архітектури національного значення (охоронний № 1314). Розташований у історичному центрі Львова, на вулиці Краківській.

## Історія
Кам'яниця зведена у 1773 році на місці двох старіших будинків — кам'яниці Павликевича (Павликівська, Пауліцовська), що існувала у 1641—1767 роках і кам'яниці Дуцовської (Дунайовської), що існувала у 1622—1767 роках. Замовником будівництва був львівський земський суддя Йосиф (Юзеф) Падлевський, автором проекту — Петро Полейовський, будівельними роботами керував майстер-будівничий Йосип Дубльовський.
1852 року кам'яницю реконструювали за проектом архітектора Вільгельма Шміда.
З другої половини XIX століття і до 1930-х років власником будинку був Руський інститут «Народний Дім». В ті часи у кам'яниці містилися різні організації, зокрема, Товариство руських ремісників «Зоря», редакція народовецької газети «Правда», студентське товариство «Дружній лихвар» та інші.
У період Польської республіки у будинку містилися магазин кухонного посуду Вайнбергера і магазин взуття Фрухса. З 1950-х років — перукарня і база лікарсько-технічної сировини.

## Відомі мешканці та відвідувачі
У квартирі № 8 у першій половині XX століття мешкав церковний і громадський діяч Гавриїл Костельник. У цьому ж будинку часто бував молодий Іван Франко, який брав участь у діяльності товариства «Дружній лихвар».

## Опис

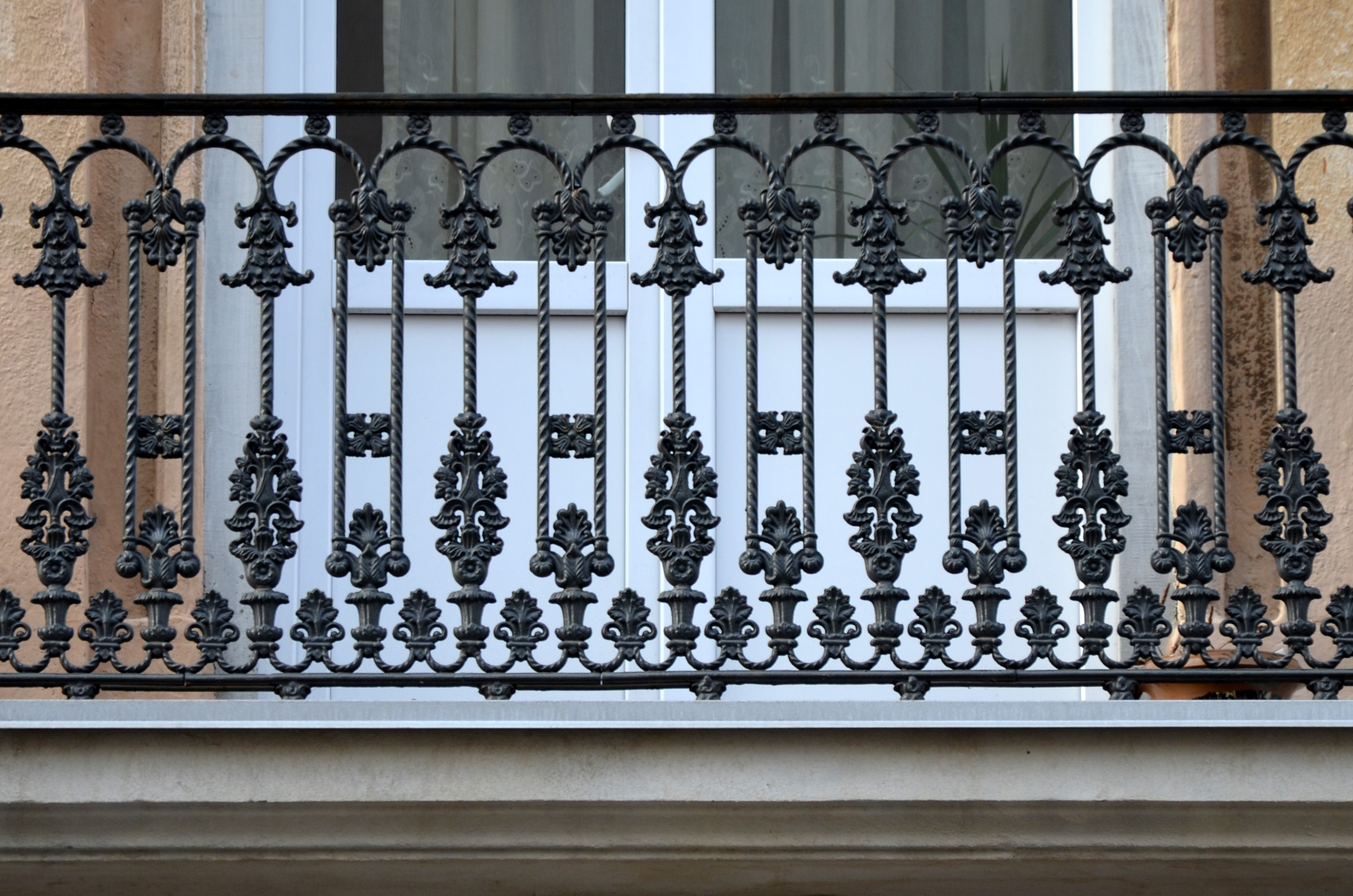
Балюстрада балкону

Будинок цегляний, триповерховий, прямокутний у плані, зведений у стилі пізнього бароко. Фасад п'ятивіконний, скромно декорований пласкими лопатками та пілястрами тосканського ордеру без баз. Вікна прямокутні, на другому поверсі декоровані напівкруглими сандриками із замковими каменями. На центральні осі фасаду на першому поверсі розташований портал із світликом, на другому — балкон на кам'яних різьблених кронштейнах, з ажурною металевою балюстрадою XIX століття.
В інтер'єрі під'їзду збереглися склепіння давньої кам'яниці.